# Automobil Clubul Român

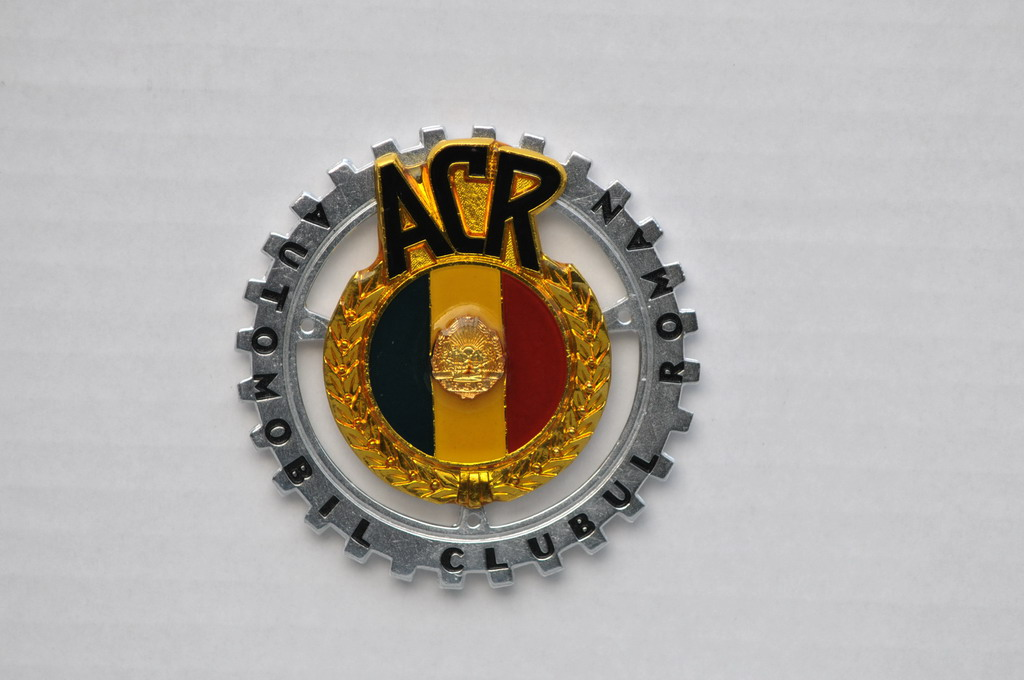
Schild des ACR

Der Automobil Clubul Român (ACR) ist der größte Automobilclub in Rumänien. Der Club wurde am 5. April 1904 in Bukarest gegründet. Der ACR ist Mitglied der FIA mit Sitz in Paris.
Der Club betreibt einen landesweiten Pannen- und Abschleppdienst in Rumänien. Die Pannenhilfsfahrzeuge sind gelb lackiert, ähnlich wie die Pannenhilfsfahrzeuge des ADAC bzw. ÖAMTC.
Die Notrufzentrale des ACR lautet: 021 222 22 22 bzw. +40 21 222 22 22